# Ellefeld
Ellefeld är en kommun och ort i Vogtlandkreis i förbundslandet Sachsen i Tyskland. Kommunen har cirka 2 500 invånare.